# Saint-Julien-sur-Bibost
Saint-Julien-sur-Bibost è un comune francese di 533 abitanti situato nel dipartimento del Rodano, nella regione Alvernia-Rodano-Alpi.

## Società

### Evoluzione demografica
Abitanti censiti